# Douglas B-23 Dragon
Pour les articles homonymes, voir B23.
Le Douglas B-23 Dragon est un bombardier bimoteur américain développé dans les années 1930 par la Douglas Aircraft Company. Conçu comme un successeur du B-18 Bolo, le B-23 est dérivé de l'avion de ligne DC-3 dont il reprend la voilure, l'empennage et les moteurs mais dispose d'un nouveau fuselage, adapté pour le bombardier. Équipé de moteurs Wright Cyclone développant 1 600 ch chacun, le B-23 peut atteindre une vitesse de 450 km/h, emporter 1 800 kg de bombes, dispose d'un armement défensif amélioré et son rayon d'action atteint 2 250 km.
Bien que plus performant que le B-18 qu'il doit remplacer, le B-23 ne peut rivaliser avec les bombardiers moyens plus récents comme le B-25 Mitchell et le B-26 Marauder, et seuls 38 exemplaires sont construits. Il n'effectue pas de mission de bombardement, son rôle se limitant à de la patrouille le long de la côté ouest des États-Unis puis à celui d'avion d'entraînement pour les équipages. 18 appareils sont convertis en avions de transport et remorqueurs de planeurs sous la désignation UC-67 ; après la guerre, plusieurs B-23 sont vendus sur le marché civil et certains sont utilisés jusqu'aux années 1970.

## Historique

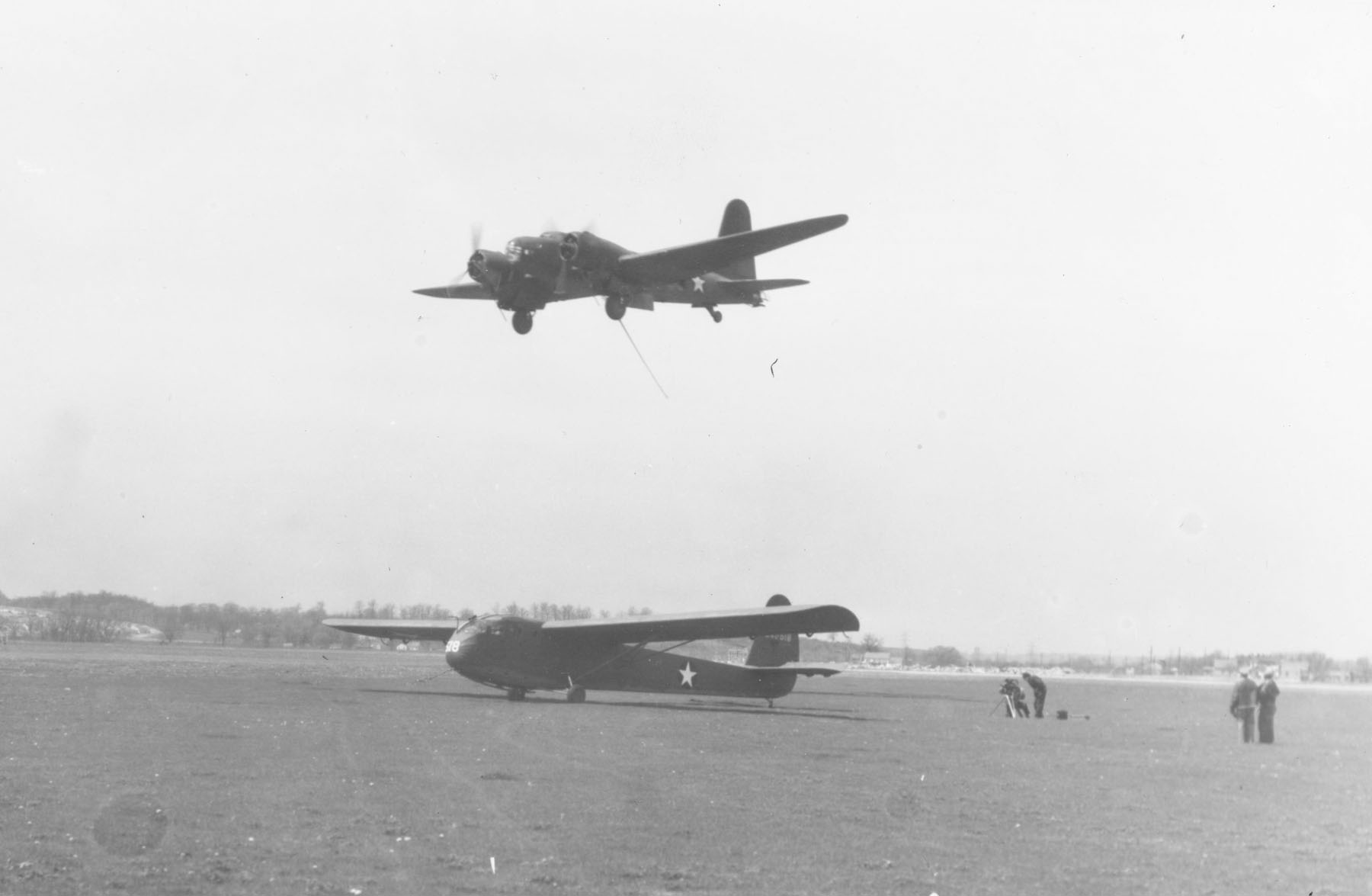
Un B-23 remorqueur d'un planeur CG-3A le 28 Avril 1943

Comme le B-18 Bolo, le B-23 tire son design du DC-3. La principale modification étant un fuselage plus aérodynamique, une envergure plus grande et une nouvelle dérive. Par rapport au B-18 il dispose de moteurs plus puissants, d'une puissance unitaire de 1 194 kW au lieu de 750 kW. Il est le premier bombardier à disposer d'une tourelle de queue vitrée.
Il effectue son premier vol le 27 juillet 1939. Mais malgré toutes ces modifications, il est vite surclassé par les prototypes des North American B-25 Mitchell et Martin B-26 Marauder.
Il n'est jamais employé en première ligne, et seuls 38 exemplaires sont construits. Ils sont principalement employés comme avions d'entraînement, de reconnaissance. 12 appareils sont convertis en avions de transport (C-67 et VC-67) et servent également en tant que remorqueur de planeur.
À la fin de la guerre les B-23 et VC-67 survivants furent vendus en tant que surplus sur le marché civil. Certaines versions furent modifiées avec un nez plus long et plus large, des toilettes et équipés pour le transport de 12 passagers.
10 B-23 ont survécu, 7 en exposition statique 2 en état de vol et 1 à l'état d'épave.
Un onzième B-23 a été utilisé par la Pan Am dans les années 1960, il fut racheté et utilisé comme poste de transport de cadres à l'aéroport d'Athènes puis utilisé pour entrainement à la maintenance d'une compagnie aérienne jusque dans les années 1970 et l'avion est abandonné puis finalement démoli en 1988.
Une épave de B-23 bien conservée est visible à Loon Lake dans l'État américain d'Idaho.